# Campionato danese di calcio a 5
Il Campionato di calcio a 5 danese è la massima competizione danese di calcio a 5 organizzata dalla Dansk Boldspil Union.

## Storia
Il campionato è stato istituito dalla Federazione danese nel 2008, avviando allo stesso tempo sia il torneo maschile che quello femminile. Entrambi giocati a Kalundborg Hallerne, hanno avuto formula simile con due gironi da tre squadre, con le prime classificate che hanno avuto accesso alla finale, le seconde alla finalina.
Il titolo maschile è stato appannaggio dell'Albertslund, sezione di calcio a 5 della omonima società che milita in Kvalifikationsrækken, quinta divisione calcistica danese; secondo è giunto il Døllefjelde Musse IF, anch'esso club calcistico che milita in quarta serie. Il titolo femminile è andato invece al Fortuna Hjørring che ha battuto 6-2 in finale la formazione del IK Skovbakken.

## Albo d'oro
- 2007-2008:  Albertslund (1)
- 2008-2009:  Albertslund (2)
- 2009-2010:  BGA (1)
- 2010-2011:  BGA (2)
- 2011-2012:  Copenaghen (1)
- 2012-2013:  JB Gentofte (1)
- 2013-2014:  Copenaghen (2)
- 2014-2015:  JB Gentofte (2)
- 2015-2016:  JB Gentofte (3)
- 2016-2017:  Copenaghen (3)

- 2017-2018:  JB Gentofte (4)
- 2018-2019:  Gentofte (5)
- 2019-2020:  Gentofte (6)
- 2020-2021:  Gentofte (7)
- 2021-2022:  Gentofte (8)
- 2022-2023:  Gentofte (9)
- 2023-2024:  Hjørring (1)